# Happiness Is Easy
Happiness is Easy – album zespołu Myslovitz, wydany 19 maja 2006. Gościnnie wystąpiło kilku znanych artystów. Płyta była promowana trasą koncertową. Zespół został uhonorowany platynową płytą za krążek.
Tekst piosenki "Ściąć wysokie drzewa" przedstawia człowieka, jako część wszechświata, zjednuje go z wszechświatem. Utwór zainspirowany filmem Hotel Rwanda, opisującym masakrę dokonaną na członkach plemienia Tutsi w Rwandzie w 1994. Według świadków (m.in. Paula Rusesabagina), Ściąć wysokie drzewa, było to zakodowane hasło wyemitowane przez sprzyjającą Hutu stację radiową RTLM, które dało sygnał do rozpoczęcia masowego ludobójstwa.
Tytuł płyty nawiązuje do pierwszego utworu grupy Talk Talk z płyty The Colour of Spring z 1986 roku.
Tekst utworu "Gadające głowy 80-06" nawiązuje do filmu dokumentalnego Gadające głowy z 1980 roku w reżyserii Krzysztofa Kieślowskiego.
Nagrania dotarły do 1. miejsca listy OLiS.

## Lista utworów
| #   | Tytuł                                  | Długość |
| --- | -------------------------------------- | ------- |
| 1.  | "Fikcja jest modna"                    | 2:38    |
| 2.  | "Ściąć wysokie drzewa"                 | 4:23    |
| 3.  | "Mieć czy być"                         | 3:10    |
| 4.  | "Spacer w bokserskich rękawicach"      | 3:35    |
| 5.  | "Kilka uścisków, kilka snów"           | 4:08    |
| 6.  | "W deszczu maleńkich, żółtych kwiatów" | 4:54    |
| 7.  | "Gadające głowy 80-06"                 | 4:30    |
| 8.  | "Ty i ja i wszystko co mamy"           | 3:40    |
| 9.  | "Nocnym pociągiem aż do końca świata"  | 4:27    |
| 10. | "Książę życia umiera"                  | 3:42    |
| 11. | "Złe mi się śni"                       | 3:35    |
| 12. | "Znów wszystko poszło nie tak"         | 4:25    |
| 13. | "Czytanka dla niegrzecznych"           | 6:50    |

## Twórcy
| - Artur Rojek – wokal, gitara; - Wojtek Kuderski – perkusja; - Jacek Kuderski – gitara basowa, drugi wokal; - Wojtek Powaga – gitara; - Przemek Myszor – gitara, instrumenty klawiszowe; | Gościnnie wystąpili - Maria Peszek – chórki (utwór 6); - Maciej Cieślak – gitara (utwór 5), instrumenty klawiszowe (utwór 3); - Rafał Paczkowski – fortepian (utwór 5), crumar piano (utwór 7), rhodes (utwór 6); - Wojciech Wołyniak – programowanie (utwór 8); - Andrzej Smolik – steel guitar (utwór 2). |